# Braga Black Knights 2019
Questa voce raccoglie le informazioni riguardanti i Braga Black Knights nelle competizioni ufficiali della stagione 2019.

## I Campeonato Nacional de Futebol Americano

### Stagione regolare
| 10 febbraio 2019 | Braga Black Knights | 0 – 38 | Towers Football |  |

| Braga 23 febbraio 2019, ore 19:00 | Braga Black Knights | 14 – 8 | Évora Eagles | Grupo Desportivo do Bairro da Misericordia |

| Braga 30 marzo 2019, ore 18:30 | Braga Black Knights | - – - (annullata) | Lisboa Navigators B | Grupo Desportivo do Bairro da Misericordia |

| 6-7 aprile 2019 | Towers Football | – | Braga Black Knights |  |

## Statistiche di squadra
| Competizione | %Vittorie | In casa | In casa | In casa | In casa | In casa | In casa | In trasferta | In trasferta | In trasferta | In trasferta | In trasferta | In trasferta | Totale | Totale | Totale | Totale | Totale | Totale |
| Competizione | %Vittorie | G       | V       | N       | P       | Pf      | Ps      | G            | V            | N            | P            | Pf           | Ps           | G      | V      | N      | P      | Pf     | Ps     |
| ------------ | --------- | ------- | ------- | ------- | ------- | ------- | ------- | ------------ | ------------ | ------------ | ------------ | ------------ | ------------ | ------ | ------ | ------ | ------ | ------ | ------ |
| Campionato   | .500      | 2       | 1       | 0       | 1       | 14      | 46      | 0            | 0            | 0            | 0            | 0            | 0            | 2      | 1      | 0      | 1      | 14     | 46     |
| Totale       | .500      | 2       | 1       | 0       | 1       | 14      | 46      | 0            | 0            | 0            | 0            | 0            | 0            | 2      | 1      | 0      | 1      | 14     | 46     |